# Sakae Saitō
Pour les articles homonymes, voir Saitō.
Sakae Saitō (斉藤栄, Saitō Sakae) né le 14 janvier 1933 et mort le 15 juin 2024, est un écrivain japonais de fiction populaire actif durant les ères Shōwa et Heisei du Japon.

## Biographie
Saitō est né dans l'arrondissement d'Ōta à Tokyo. En 1944, il suit sa mère qui retourne dans sa ville natale de Fujisawa dans la préfecture de Kanagawa. Il commence à écrire des romans dès le collège. Au lycée, il est camarade de classe de Shintaro Ishihara et l'aide à la création du cercle littéraire Shonan Bungei. Après avoir obtenu son diplôme de droit de l'université de Tokyo, il travaille en tant que fonctionnaire à l'hôtel de ville de Yokohama tout en continuant à écrire des romans de son côté. Grâce à son expérience juridique et à sa formation à l'université de Tokyo, des postes plus lucratifs lui sont souvent proposés au sein du gouvernement central mais il les refuse régulièrement car cela le priverait de temps pour écrire.
En 1966, Saitō est honoré du 12e prix Edogawa Ranpo pour son roman policier « L'Assassinat du joueur d'échecs » (王将に児あり, Ōshō ni koari) . Il poursuit sur cette lancée avec plusieurs séries policières meilleures ventes et créé la série Tarot Himeko, la série Inspector Edogawa Murder-Travel et la série inspecteur Kobayakawa, toutes trois à l'origine de plusieurs populaires séries télévisées.
Saitō est connu pour son exceptionnelle vitesse créative, produisant à l'occasion plusieurs centaines de pages de travail par semaine, ou achevant un roman en l'espace d'un mois. En particulier, la série Tarot Himeko — qui dépasse 80 romans de 1985 à 1992 — est créditée du renouveau de l'activité de la bonne aventure et des ventes de cartes de tarot au Japon.